# L'Âge atomique
L'Âge atomique (tj. Atomový věk) je francouzský hraný film z roku 2012, který režírovala Héléna Klotz podle vlastního scénáře. Film zachycuje jeden společný večer dvou přátel.

## Děj
Mladíci Victor a Rainer si v sobotu večer vyjedou z předměstí pobavit se do centra Paříže. Ve vlaku RER plánují návštěvu v klubu. Zde se však ze strany dívek dočkají odmítnutí. Před barem diskutují a poté se poperou s jinými návštěvníky klubu. Procházejí se nočním městem a Rainer okrade muže o jeho koženou bundu. Nad ránem se rozhodnou odjet z města. Na nádraží potkávají Rose. Viktor by s ní chtěl strávit zbytek noci, ale nakonec zůstane s Rainerem. Na předměstí se procházejí lesem, ve kterém Rainer vyjeví Victorovi své city k němu.

## Obsazení
| Eliott Paquet     | Victor  |
| Dominik Wojcik    | Rainer  |
| Niels Schneider   | Théo    |
| Mathilde Bisson   | Cécilia |
| Clémence Boisnard | Rose    |

## Ocenění
- Cena Jeana Viga
- Festival Premiers plans v Angers: velká cena poroty
- Berlinale: cena FIPRESCI za nejlepší film v sekci Panorama
- Belgická filmová cena Âge d'or
- Valdivia International Film Festival: speciální ocenění